# Léon Konan Koffi
Pour les articles homonymes, voir Konan et Koffi.
Léon Konan Koffi, né le 16 novembre 1928 à Grand-Lahou et mort le 29 août 2017 à Abidjan à l'âge de 88 ans, est un homme politique et ancien ministre ivoirien.  

## Biographie
Léon Konan Koffi est diplômé de l'IHEOM de Paris. Il a occupé plusieurs fonctions dans l'administration à partir de 1948.
Il commence sa carrière d'administrateur civil en tant que sous-préfet de Bingerville puis de Gagnoa, avant d'être nommé préfet de Gagnoa lorsque la ville est érigée en préfecture (1970-1974), puis préfet de Bouaké (1974-1981).  
Il fut un des acteurs importants de la répression de la révolte des Guébiés en 1970, puisqu'il était préfet de Gagnoa à cette époque et présida, entre autres, l'organisation des obsèques du président Félix Houphouët-Boigny. 
Issu du PDCI, il a été ministre dans plusieurs gouvernements de Félix Houphouët-Boigny. De 1981 à 1990, il était ministre de l'Intérieur dans plusieurs gouvernements du président Houphouët-Boigny.
À l'avènement du multipartisme en 1990, il est nommé ministre de la Défense, poste qu'il occupera jusqu'en 1995 avant d'être nommé ministre d'État chargé des partis politiques et du culte par le président Henri Konan Bédié.
Atteint d'Alzheimer depuis plus d'une dizaine d'années, il meurt le 29 août 2017.
Sa dernière apparition controversée en 2015 lors de la célébration de son élévation à l'ordre de Grand officier dans l'ordre du Bélier avait choqué une grande partie de l'opinion publique et une partie de sa famille en le présentant publiquement, à 86 ans, déjà fortement diminué par la maladie. 

### Vie privée
Léon Konan Koffi est veuf et père de 9 enfants.